# Sports nautiques de traction
Les sports nautiques de traction sont un sous-ensemble des sports nautiques qui se pratique de manière généralement individuelle sur des plans d'eau naturels ou artificiels. Ils nécessitent la présence d'un élément tracteur comme un bateau ou de façon moins classique un téléski nautique.

## Différents sports nautiques (de traction)
- Le ski nautique qui comprend le slalom, le saut et les figures.
- Le kneeboard qui se pratique à genoux sur une planche.
- Le wakeboard qui se pratique les deux pieds fixés sur une planche.
- Le barefoot qui se pratique pieds nus.
- Le kitesurf qui se pratique avec un cerf-volant de traction.